# Loc-Envel
Loc-Envel är en kommun i departementet Côtes-d'Armor i regionen Bretagne i nordvästra Frankrike. Kommunen ligger i kantonen Belle-Isle-en-Terre som tillhör arrondissementet Guingamp. År 2022 hade Loc-Envel 74 invånare.

## Befolkningsutveckling
Antalet invånare i kommunen Loc-Envel
Referens:INSEE